# Anchiceratops
Az Anchiceratops (jelentése 'szarv arcú közeli', az ógörög αγχι- / ankhi- 'közel', κερατ- / kerat- 'szarv' és ωψ / -opst 'arc' szavak összetételéből) a chasmosaurina ceratopsida dinoszauruszok egyik neme, amely a késő kréta korban élt Észak-Amerika nyugati részén. A többi ceratopsidához hasonlóan négy lábon járó, az arcán három szarvval, papagájszerű csőrrel és egy hosszú, a feje hátsó részéről kiálló nyakfodorral rendelkező növényevő volt. Ahogy más chasmosaurináknál is, a szem feletti két szarv hosszabb volt, mint az orron levő. Az Anchiceratops hossza elérte a 6 métert.

## Felfedezés és fajok

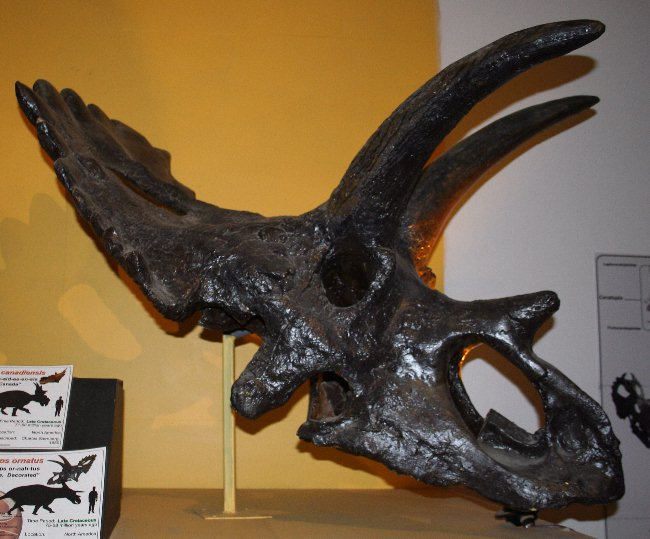
Az Anchiceratops koponyájának másolata a Canberra-i Nemzeti Dinoszaurusz Múzeumban (National Dinosaur Museum, Canberra)

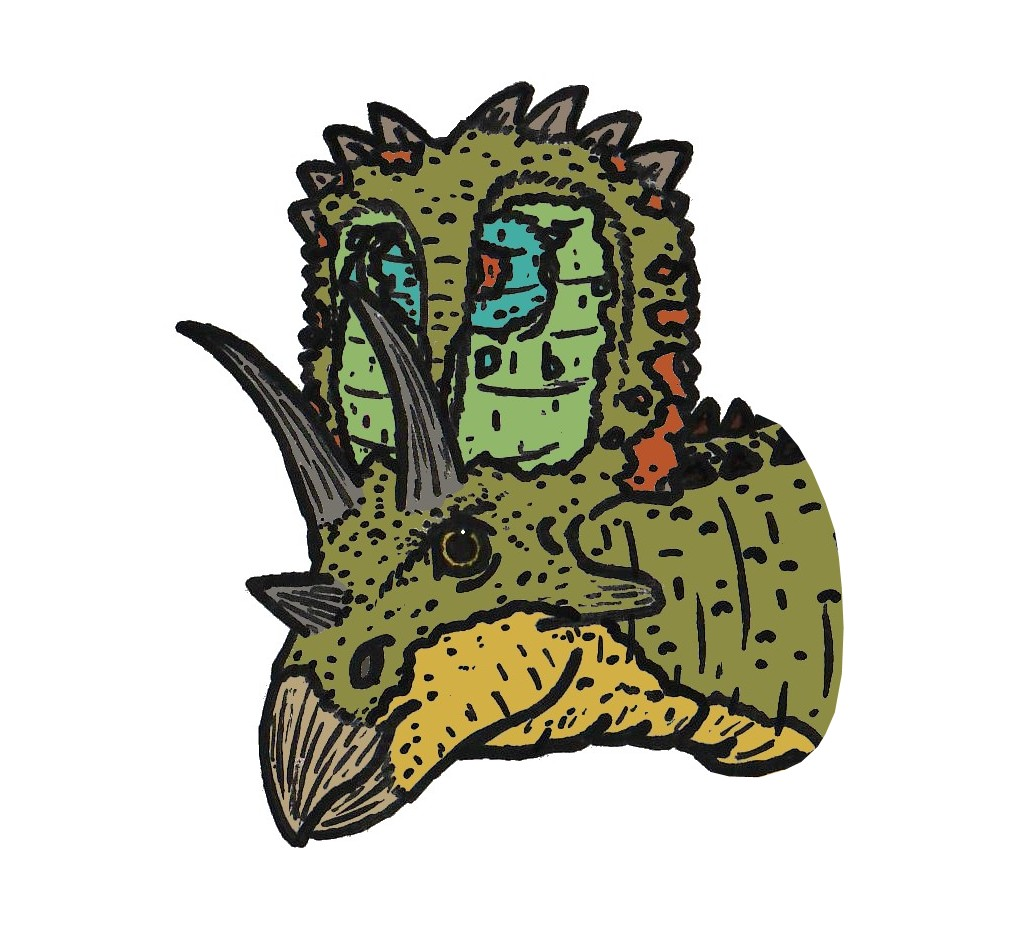
Közelkép az Anchiceratops fejéről

Az amerikai őslénykutató Barnum Brown 1914-ben az Anchiceratops nevet adta a lelet számára, mivel azt hitte, hogy az Anchiceratops átmenetet képez közeli rokonai, a Monoclonius és a Triceratops között. Jelenleg egyetlen érvényes faja ismert, az A. ornatus, melynek neve a nyakfodor díszes szélére utal. 1929-ben Charles M. Sternberg elnevezett egy második fajt is, az A. longirostrist, de ezt ma széles körben az A. ornatus szinonimájának tekintik.
Az Anchiceratops első maradványait a Red Deer folyó mentén fedezték fel a kanadai Albertában, 1912-ben, egy Barnum Brown által vezetett expedíció során. A holotípus, egy koponya hátsó fele, a nyakfodorral együtt és több egyéb részleges csont, melyeket egyszerre találtak meg, jelenleg a New York-i Amerikai Természetrajzi Múzeumban (American Museum of Natural History) találhatók. 1924-ben Sternberg egy teljes koponyát fedezett fel, amiről A. longirostris néven készített leírást öt évvel később. Egy másik példány, amit Sternberg 1925-ben gyűjtött be, egy teljes ceratopsida csontváz, koponya nélkül, a farok utolsó csigolyájáig hiánytalan gerincoszloppal. Sternberg leletanyaga jelenleg Ottawában, a Kanadai Természetrajzi Múzeumban (Canadian Museum of Nature) található. Azóta további fosszíliák kerültek elő, többek között egy vagy két albertai csontmederből, de csak nagyon kevés Anchiceratops maradványról készült leírás.
Az Anchiceratops nyakfodra nagyon egyedi. Az alakja négyszögletes, nagyméretű háromszögletű kinövések, úgynevezett epoccipitalok szegélyezik, emellett pedig a többi chasmosaurináéhoz, például a Pentaceratopséhoz és a Torosauruséhoz hasonló kisméretű ablakszerű nyílások (fenestrae-k) találhatók rajta. A további jellemzői tartozik egy pár csontos dudor, ami a nyakfodor vége közelében, a középvonal két oldalán helyezkedik el.
A legtöbb Anchiceratops fosszíliát a késő kréta korban, a maastrichti korszak elején (74-70 millió évvel ezelőtt) keletkezett, albertai Horseshoe Canyon-formációban fedezték fel. Az Anchiceratopséhoz hasonló nyakfodor darabokat fedeztek fel az egyesült államokbeli Wyoming államban, az Almond-formációban. Emellett az Anchiceratops nyakfodrának hegyes részeire emlékeztető darabokat találtak a korábbi (késő campaniai korszakbeli, 78-74 millió éves) Dinosaur Park-formáció két pontján is. Ez a maradvány az A. ornatus korai képviselőjéhez, vagy egy, a rokonságába tartozó másik faj példányához tartozhat.

## Ősbiológia
Az Anchiceratopst ritkán hasonlítják a területen található többi ceratopsiához, és a maradványait a Horseshoe Canyon- és Dinosaur Park-formációkban rendszerint tengeri üledékes kőzetekben fedezték fel. Ez azt jelzi, hogy az Anchiceratops talán a folyótorkolatokban élt, ahol a többi ceratopsida nem volt jelen. Ebben az időben a nyitvatermők egyre többfelé fordultak elő, de még kevesen voltak, ezért a ceratopsiák fő táplálékát a tűlevelűek, a cikászok és a harasztok képezhették.

## Nemi kétalakúság
Sternberg eredetileg egy kisebb, aránylag hosszabb pofával, továbbá sokkal rövidebb és inkább előre, mint felfelé álló szarvakkal ellátott koponyát jelölt ki az új faj, az Anchiceratops longirostris számára. A modern őslénykutatók azonban úgy találták, hogy a koponya méret- és alakbeli eltérései nem lépik át az A. ornatusnál megfigyelhető változatosság határait, így ez a példány valószínűleg az első fajhoz tartozik.
Felvetődött, hogy az Anchiceratops fajait a nemi kétalakúság jellemezte, és hogy az A. longirostris valójában egy nőstény. A többi Anchiceratops koponyája nagyobb, és rövidebb, robusztusabb pofa tartozik hozzájuk, a szarvaik pedig hosszabbak és inkább függőlegesen állnak. Erről a formáról azt gondolják, hogy a hímekhez tartozhat. A nemi kétalakúság más chasmosaurina nemekre is jellemző többé (a Triceratopsra, a Torosaurusra és a Pentaceratopsra) vagy kevésbé (a Chasmosaurusra). A bazális ceratopsiák közé tartozó Protoceratops példányai esetében szintén nagy mértékű nemi kétalakúság figyelhető meg.

## Fordítás
- Ez a szócikk részben vagy egészben az Anchiceratops című angol Wikipédia-szócikk ezen változatának fordításán alapul.  Az eredeti cikk szerkesztőit annak laptörténete sorolja fel. Ez a jelzés csupán a megfogalmazás eredetét és a szerzői jogokat jelzi, nem szolgál a cikkben szereplő információk forrásmegjelöléseként.